# إبراهيم متيبا
إبراهيم متيبا هو كاتب جزائري يعيشُ في فرنسا.

## المسيرة المهنيّة
أصدر متيبا عددًا من الروايات لعلّ أبرزها رواية «أمي وأنا» التي تتحدثُ عن شخصية المثقف المختلف جنسيًا لؤي الذي يتبنى صفات ثقافية أخرى، وبالضد من هذا تأتي شخصية أمه الأميّة المتمسكة بهويتها الثقافية وهي رواية عرفت نجاحًا في فرنسا والجزائر على حدٍ سواء.

## آراء
يقول إبراهيم أنه لا يبحثُ عن إنتاج تأثير ولا إبداع خارق، وإنما كتابة قريبة من الأشياء الواقعية: كتابة بين الكلام والسكوت. الكلام المحبوب للغرب، والصمت المفضل عند الشرقيين. يرى إبراهيم أيضَا أنّ الثورات العربية ضروريّة ولكنها لا تكفي، بل يجبُ أن تكون هناك ثورات على كافّة المجالات بما في ذلك الأدب، الشعر، الموسيقى، الرسم، السينما وأنّ أي مجتمع تغيبُ عنه هذه الأشياء من المشهد الاجتماعي، تظهر عوضًا عنها الإرهاب والموت.
صدر لإبراهيم متيبا عن منشورات موكوندوي رواية «ليس لدي الوقت للثرثرة معك» وهي روايةٌ تناول فيها قصّة حب وحوار مستحيل بين ولد وأمّه، مستهلمة من أحداث حقيقية من خلال قصة أب الراوي الذي جاء إلى فرنسا لزيارة ابنه، وبعد المغادرة ترك له عنوان رحلة أو بمعنى أخرى ترك له بعض الكلمات على الطاولة قبل العودة إلى الجزائر: «لم أملك الوقت للثرثرة معك.» يشرحُ العمل غياب الاتصال بين الولد وأبيه وكإسقاط على الواقع بين الدول يجسده بين الجزائر وفرنسا.

## قائمة أعماله
هذه قائمةٌ بأبرز أعمال الكاتب:
- أمي وأنا[5]
- ليس لدي الوقت للثرثرة معك (باللغة الفرنسية)[6]

## الجوائز
نالَ الكاتب الجزائري إبراهيم متيبا جائزة «بور أف أم المتوسطية» في طبعة 2016 المنظمة في إطار صالون معرض الكتاب المغاربي بباريس الذي أسدل ستاره الـ22 عام 2016، وسط مشاركة كتاب جزائريين يتقدمهم الروائيون أمين الزاوي وربيعة جلطي وميلود يبرير وآخرين. في هذه الطبعة تُوّج إبراهيم بجائزة المعرض الموسومة بـ «بور المتوسطيّة» التي تُمنح لكاتب فرانكو مغاربي، عن نصّه «ليس لدي الوقت للثرثرة معك» المكتوب باللغة الفرنسية، حيث أهدى فوزه إلى والده وأمّه.